# Howard – Ein tierischer Held
Howard – Ein tierischer Held (Originaltitel: Howard the Duck) ist eine US-amerikanische Science-Fiction-Filmkomödie aus dem Jahr 1986, die auf der Marvel-Comicfigur Howard the Duck von Steve Gerber basiert. Produziert wurde der Film von George Lucas, Regie führte Willard Huyck. Der Film startete am 18. Dezember 1986 in den deutschen Kinos.

## Handlung
Ein außer Kontrolle geratenes Experiment befördert die anthropomorphe Ente Howard von ihrem Heimatplaneten auf die Erde. Der Außerirdische lernt die Menschen nicht von ihrer besten Seite kennen, bis er auf die junge, attraktive Sängerin Beverly trifft. Sie stellt ihm den Laborassistenten Phil vor, der zunächst mehr an einem Nobelpreis interessiert ist, als  daran, Howard zu helfen, in seine Heimat zurückzukehren. Darüber geraten Beverly und Howard in Streit, worauf sich ihre Wege einstweilen trennen.
Der Erpel sucht sich einen Job. Wegen seines Aussehens wird er als vermeintlicher „Wasserexperte“ in ein Bordell geschickt, um unter anderem die Abflüsse der Whirlpools zu reinigen – allerdings noch während man sich darin amüsiert. Howard kündigt und landet trostlos in einer Bar, in der Beverly und ihre Band auftreten. Er bringt den skrupellosen Manager dazu, die Band aus ihrem Knebelvertrag zu entlassen und versöhnt sich mit Beverly. Phil macht derzeit Walter Jenning aus, den Leiter des missglückten Experiments.
Jenning ist gewillt, Howard zu helfen, doch scheitert der Vorgang erneut und ein außerirdischer, selbsternannter Dämon ergreift Besitz von Jenning. Nach seiner Flucht vor der Polizei entführt der Dämon Beverly. Er will mit dem Laser, der schon Howard und ihn auf die Erde brachte, einen weiteren Außerirdischen in Beverlys Körper transferieren. Bei der Rettung Beverlys wird die Anlage zerstört und somit die Ankunft bösartiger Aliens verhindert.
In der letzten Szene tritt Howard mit Beverly und ihrer Band auf. Howard ist ihr neuer Manager, dem auch das Lied gewidmet ist.

## Deutsche Fassung
Die deutschsprachige Synchronisation entstand nach Dialogbuch und -regie von Michael Nowka im Auftrag der Berliner Synchron.
| Figur                            | Darsteller                 | Deutscher Sprecher       |
| -------------------------------- | -------------------------- | ------------------------ |
| Howard Duckson / Howard the Duck | Ed Gale Chip Zien (Stimme) | Santiago Ziesmer         |
| Beverly Switzler                 | Lea Thompson               | Cornelia Meinhardt       |
| Dr. Walter Jenning               | Jeffrey Jones              | Engelbert von Nordhausen |
| Phil Blumburtt                   | Tim Robbins                | Michael Nowka            |
| Lieutenant Welker                | Paul Guilfoyle             | Norbert Langer           |
| Ginger Moss                      | Tommy Swerdlow             | Ronald Nitschke          |
| Ritchie                          | Richard Edson              | Thomas Petruo            |
| Larry                            | David Paymer               | Uwe Paulsen              |
| Dr. Chapin                       | Paul Comi                  |                          |
| Dark Overlord / Dämon            | Brian Steele               |                          |

## Rezeption
„Grandios albern, leicht angestaubte Tricks.“

„Ein im ‚Superman‘-Stil inszeniertes Abenteuer, das die gesellschaftskritischen Spitzen der Comic-Vorlage zugunsten aufgeblähter, nichtssagender Spezial-Effekte fast völlig nivelliert.“

Der Film war im Jahr 1987 siebenmal für die Goldene Himbeere nominiert und gewann diese in den Kategorien Schlechtester Film, Schlechtestes Drehbuch, Schlechteste Spezialeffekte und Schlechtester Newcomer (die sechs Jungen und Mädchen im Entenkostüm). Weitere Nominierungen erhielt der Film in den Kategorien Schlechteste Regie, Schlechtester Song und Schlechtester Nebendarsteller (Tim Robbins).
Bei der Verleihung der Goldenen Himbeere 1990 war der Film zudem als schlechtester Film eines Jahrzehnts für die Goldene Himbeere der 1980er nominiert, musste sich aber dem Film Meine liebe Rabenmutter geschlagen geben.

## Trivia
Im Marvel Cinematic Universe hat Howard Cameo-Auftritte in Guardians of the Galaxy, Guardians of the Galaxy Vol. 2, Avengers: Endgame, Guardians of the Galaxy Vol. 3 und What If…?, bei denen er von Seth Green gesprochen wird.